# Monstermäßig verknallt
Monstermäßig verknallt (jap. 乙女怪獣キャラメリゼ, Otome Kaijū Caramelize) ist eine Mangaserie von Spica Aoki. Sie erscheint seit 2018 in Japan und ist in die Genres Seinen, Comedy und Romantik einzuordnen.

## Inhalt
Die 16-jährige Kuroe Akaishi (赤石 黒絵) leidet schon ihr Leben lang an einer ungewöhnlichen Krankheit: Wenn die Gefühle der Schülerin aufgewühlt werden, wenn sie besonders glücklich ist, verwandelt sich ihr Körper zu dem eines Monsters. Daher meidet sie andere Menschen, blieb in der Schule allein und widmete sich ihrem Hobby, dem Zeichnen. Wegen ihres Verhaltens und ihrer dicken Kleidung, die mögliche Verwandlungen verbergen soll, ist sie die Außenseiterin in ihrer Klasse. Doch dann wird der Klassenschwarm Arata Minami (南 新汰) neben sie gesetzt und auch Kuroe ist in den Pausen regelmäßig von vielen Mädchen umringt, die zu Arata wollen. Also zieht sie sich an einen abgelegenen Ort zurück. Dort aber taucht auch bald Arata auf, der vor seinen Verehrerinnen flüchtet. Kuroe kann ihn von hier nicht vertreiben und er zeigt sich unerwartet nett zu ihr. Die bei Kuroe ausgelösten Gefühle führen wieder zu Verwandlungen, die sie schnell zu verbergen versucht. Auch ihre Mutter Rinko Akaishi (赤石 凜子), die die ungewöhnlich heftigen Verwandlungen mitbekommt, ist verwundert.
Als Kuroe dann auch noch von Arata zum Essen eingeladen wird, nimmt sie nur an, weil sie hofft, dass auch andere Mädchen dabei sind. Doch am Tag der Verabredung sind sie nur zu zweit, Arata lobt Kuroes Fleiß in der Schule und hält ihr am Ende sogar die Hand, als sie plötzlich flieht und im Moment darauf zum riesigen Monster verwandelt im Fluss steht. Nun erfährt sie von ihrer Mutter, dass sie ihre wahre Gestalt ein riesiges Monster ist. Bald lernt Kuroe auch, dass sie nicht die einzige ist, die sich verwandeln kann. Doch sie sorgt sich, ob Arata sie auch in ihrer wahren Gestalt akzeptiert.

## Veröffentlichung
Die Serie erscheint seit Februar 2018 im monatlich erscheinenden Magazin Comic Alive beim Verlag Media Factory, einer Tochter von Kadokawa Shoten. Dieser bringt die Kapitel seit Juni 2018 auch gesammelt in bisher acht Bänden heraus. Eine deutsche Fassung des Mangas erscheint seit November 2020 bei Kazé bzw. Crunchyroll in bisher acht Bänden. Bei Yen Press erscheint eine englische Übersetzung.